# Piwnica pod Baranami
Piwnica pod Baranami (PpB) – kabaret literacki założony w 1956 w Krakowie. W Piwnicy powstawały piosenki, krótkie formy sceniczne, widowiska plenerowe.

## Historia
Kabaret założony został w 1956 w piwnicach pałacu „Pod Baranami” przez Piotra Skrzyneckiego i kilkoro studentów krakowskich uczelni. Wśród założycieli Piwnicy byli m.in. Bronisław Chromy i Krzysztof Penderecki. Oficjalnie Piwnicę otwarto 26 maja 1956. Pierwotnie miało to być miejsce spotkań krakowskich studentów. Początkowo spotkania odbywały się przy świecach.
Początkowo w występach udział brali m.in. Piotr Skrzynecki, Joanna Olczakówna, Barbara Nawratowicz, Krzysztof Litwin, Tadeusz Kwinta, Mieczysław Święcicki, Mirosław Obłoński, Wiesław Dymny, Kika Lelicińska, Irena Szaszkiewiczowa, Jan Güntner, Joanna Plewińska, Jerzy Vetulani, Maria Nowotarska. Kierownikiem literackim oraz „mózgiem i duszą Piwnicy” była Janina Garycka. Ona i Kazimierz Wiśniak tworzyli także scenografie. Od 1956 do 1958 przygotowano cztery programy artystyczne.
W Piwnicy pod Baranami przez pewien czas występowały zespoły jazzowe Krzysztofa Komedy i Andrzeja Kurylewicza.
W latach sześćdziesiątych pojawili się: Ewa Demarczyk, która wraz z kompozytorem Piwnicy Zygmuntem Koniecznym wypromowała kabaret na całą Polskę, śpiewający poeta Leszek Długosz, kompozytorzy Stanisław Radwan i Andrzej Zarycki, plastyczka i aktorka Krystyna Zachwatowicz. Czasowo kabaret występował u „Literatów”.
W latach sześćdziesiątych i siedemdziesiątych powstały najsłynniejsze utwory, a zespół zyskał sobie opinię jednej z najlepszych grup artystycznych w kraju. Za teksty służyły dzieła o najróżniejszej tematyce i nastroju: od Pieśni nad pieśniami poprzez wywiad z Ariadną Gierek po opis rozmnażania ślimaków z dawnej encyklopedii.
Po 1976 z Piwnicy odeszło wielu artystów: Ewa Demarczyk, Krystyna Zachwatowicz, Mirosław Obłoński, Krzysztof Litwin, Mieczysław Święcicki. Piotr Skrzynecki przyjął na ich miejsce do kabaretu twarze, m.in. Aloszę Awdiejewa, Annę Szałapak, Halinę Wyrodek, Olę Maurer, Andrzeja Maja, Marka Grechutę, Jacka Wójcickiego, Grzegorza Turnaua, Tamarę Kalinowską, Ewę Wnukową, Janusza Radogosta Kowalczyka, Krzysztofa Janickiego, Beatę Rybotycką, Dorotę Ślęzak, Małgorzatę Górnisiewicz, Zbigniewa Raja, Kazimierza Madeja, Leszka Wójtowicza oraz Konrada Mastyłę. Z monologami i składaną czerwoną trybuną występował Andrzej Warchał.
Muzykę tworzyli obok dotychczasowych kompozytorów Zbigniew Preisner, Grzegorz Turnau, Jan Kanty Pawluśkiewicz oraz Zbigniew Raj, później pojawili się kolejni – Adrian Konarski, Dorota Ślęzak i Tomasz Kmiecik.
Okrągłe rocznice powstania kabaretu znane były z hucznych obchodów, m.in. 1966, 1972, 1976, 1986, 1996, 2006. Tradycją stały się też urodziny Piotra Skrzyneckiego, obchodzone po jego śmierci w formie urodzinowych koncertów w Teatrze im. Juliusza Słowackiego w Krakowie.
Po śmierci Piotra Skrzyneckiego (1997) Towarzystwo Przyjaciół Piwnicy pod Baranami i artyści kabaretu na wspólnym zebraniu uznali, że Piwnica istnieje nadal i kontynuowali występy. Dyrektorem artystycznym został wówczas wybrany Marek Pacuła i funkcję tę pełnił do roku 2010. Wtedy to po ostrym konflikcie personalnym, w którym musiała uczestniczyć Policja, Pacuła rozstał się z Kabaretem. O kwestiach finansowych i bytowych kabaretu decyduje Stowarzyszenie Artystów i Sympatyków Piwnicy pod Baranami, na czele którego stanęła architekt Krystyna Styrna-Bartkowicz, wybrana na prezesa na Walnym Zgromadzeniu 12 maja 2010.

## Jazz w Piwnicy
Pod koniec lat 50. Piwnica stała się centrum jazzu w Polsce. Grali tutaj: Jerzy Matuszkiewicz, Andrzej Trzaskowski, Krzysztof Komeda, Andrzej Kurylewicz, Jan Ptaszyn Wróblewski, Andrzej Dąbrowski, Wojciech Karolak, Zbigniew Namysłowski, śpiewała Wanda Warska.
Środowisko jazzowe wspierali: Jerzy Skarżyński, Leopold Tyrmand i bracia Fersterowie.
W latach 60. rozpoczęli koncerty w Piwnicy: Janusz Muniak, Zbigniew Seifert, Tomasz Stańko, Jan Jarczyk, Janusz Stefański. W latach 70. i 80.: Władysław Sendecki i jego legendarna grupa jazz-rockowa „Sun Ship”, „Jazz Band Ball Orchestra”, „Old Metropolitan Band” trębacza Andrzeja Jakóbca, „Beale Street Band”, „Playing Family”, grupa grająca muzykę z pogranicza muzyki improwizowanej i world music o nazwie Osjan, Jarosław Śmietana, Andrzej Cudzich, Marek Bałata, Krzysztof Ścierański.
Do tradycji tej powrócił w 1996 roku Witold Wnuk, organizując cykliczny Letni Festiwal Jazzowy w Piwnicy pod Baranami, znany od 2016 roku jako Summer Jazz Festival Kraków – obecnie największy festiwal jazzowy na świecie, serwujący każdego roku ponad 100 koncertów od lipca do początków sierpnia. W 2000 miał miejsce pierwszy zorganizowany przez Aleksandra Glondysa koncert Ellington po krakowsku, w którym utwory Duke’a Ellingtona aranżowali artyści Piwnicy: Grzegorz Turnau, Jan Kanty Pawluśkiewicz, Zbigniew Raj, Andrzej Zarycki. Od początku 2007 reaktywował się Jazz Club pod Baranami – Old Jazz Swinging Stars (grający w czwartki), którym kieruje Marek Andrzej Michalak.

## Środowisko Piwnicy
Środowisko Piwnicy tworzyli poza wyżej wymienionymi postaciami również m.in.: Krzysztof Penderecki, Andrzej Wajda, Józef Kluza, Marian Eile, Bronisław Chromy, Wiesław Wójcik (aktor), Anna Dymna, Marian Dziędziel, Jan Nowicki, Czesław Miłosz, Sławomir Mrożek, Ryszard Czeczel, Zbigniew Książek, Agnieszka Osiecka, Zbigniew Paleta, Krystyna Szczepańska-Maj, Andrzej Szczeklik, Dorota Terakowska, Elżbieta Towarnicka, Jerzy Turowicz, Kazimierz Wiśniak, Leszek Wójtowicz, Janusz Radek.
Inni artyści mający w swojej historii „piwniczny” epizod, to Konrad Materna, Wiesław Moczulski, Michał Kaniewski, Kazimierz Adamczyk, Andrzej Marchewka, Jacek Kaczmarski, Paweł Grawicz, Zbigniew Rabsztyn.
W kolekcji malarstwa Piwnicy znajdują się dwa obrazy Jerzego Leopolda Feinera – jeden to portret Piotra Skrzyneckiego z Sebastianem Kudasem, a drugi to portret młodej dziewczyny.
W godzinach południowych i popołudniowych środowisko kabaretu spotyka się w barze Vis-à-vis (obok Piwnicy).
W 2006 Instytut Pamięci Narodowej poinformował, że w przeszłości na artystów Piwnicy donosiło 10–12 tajnych współpracowników Służby Bezpieczeństwa PRL, wśród nich najbardziej aktywny był Michał Ronikier, który działał pod pseudonimem „Zygmunt” i miał składać donosy na innych artystów. Dotyczy tego publikacja książkowa pt. Kolacja z konfidentem. Piwnica pod Baranami w dokumentach Służby Bezpieczeństwa autorstwa Stanisława M. Jankowskiego i Jolanty Drużyńskiej z 2006. Tajnym współpracownikiem SB od 1978 był Jerzy Vetulani (który w 1958 występował w Piwnicy pod Baranami jako konferansjer).

## Książki o Piwnicy
- Zbigniew Łagocki, Piwnica, Polskie Wydawnictwo Muzyczne, Kraków 1968
- Joanna Olczak-Ronikier, Piwnica pod Baranami, Wydawnictwo Tenten, Warszawa 1994, wznowienie Prószyński i S-ka 2002, ISBN 83-7337-267-9
- Joanna Olczak-Ronikier, Piotr, Wydawnictwo Literackie 1998, ISBN 83-08-02861-6.
- Zbigniew Łagocki, Maria Pyrlik, Leszek Wójtowicz, Dom na Groblach. Rzecz o Janinie Garyckiej, Piotrze Skrzyneckim i Piwnicy pod Baranami, Wydawnictwa Artystyczne i Filmowe, Warszawa 2003
- Jolanta Drużyńska, Stanisław M. Jankowski, Kolacja z konfidentem. Piwnica pod Baranami w dokumentach Służby Bezpieczeństwa, Kraków 2006, koedycja: Przedsięwzięcie Galicja, ISBN 978-83-920860-4-8, Wydawnictwo Arkadiusz Wingert, ISBN 83-920860-4-X
- Wacław Krupiński, Głowy piwniczne, Wydawnictwo Literackie 2007, ISBN 978-83-08-04103-1
- Barbara Nawratowicz, Piwnica pod Baranami. Początki i rozwój (1956-1963), Wydawnictwo Petrus, Kraków 2010
- Barbara Nawratowicz, Kabaret „Piwnica pod Baranami”. Fenomen w kulturze PRL, Wydawnictwo Petrus, Kraków 2012, ISBN 978-83-7720-110-7
- Janusz R. Kowalczyk, Wracając do moich Baranów, Wydawnictwo Trio, Warszawa 2012, ISBN 978-83-7436-291-7
- Adam Jaźwiecki, Jan Kochańczyk, Nie ma życia bez romansu. Mieczysław Święcicki i Piwnica pod Baranami, Wydawnictwo Videograf, Chorzów 2013, ISBN 978-83-7835-183-2
- Leszek Długosz, Pod Baranami. Ten szczęsny czas..., Wydawnictwo Zysk i S-ka, 2016, ISBN 978-83-65521-26-2.

## Materiały filmowe o Piwnicy
Antoni Krauze nakręcił czteroczęściowy film „Piwnica pod Baranami Piotra Skrzyneckiego”.
- Część I: Przychodzimy, odchodzimy (1956–1964)
- Część II: Grande Valse Brillante (1964–1976)
- Część III: Dezyderata (1976–1989)
- Część IV: Ta nasza młodość (1989–1996)

## Dyskografia
- Piosenki piwnicznych kompozytorów Vol. 1 (1992)
- Piosenki piwnicznych kompozytorów Vol. 2 (1993)
- Koncert 40-lecia Kabaretu „Piwnica pod Baranami” (1996)
- Złota kolekcja. Przychodzimy, odchodzimy (2000)
- Piwnica pod Baranami (6 CD) (2001)
- Piosenki piwnicznych kompozytorów Vol.1+2 (2004)
- Świątecznie (2007)

## Wybrane pieśni śpiewane w Piwnicy pod Baranami
- „A rivederci” – wyk. Zbigniew Raj
- „Akt abolicji” – wyk. Zbigniew Raj
- „Ballada o cudownych narodzinach Bolesława Krzywoustego” – wyk. Ewa Demarczyk
- „Białe zeszyty” – wyk. Anna Szałapak
- „Betlejem Polskie” – wyk. Anna Szałapak
- „Całą noc padał śnieg” – wyk. Beata Rybotycka
- „Czarne anioły” – wyk. Ewa Demarczyk
- „Czas” – wyk. Beata Rybotycka, Grzegorz Turnau
- „Dezyderata” – wyk. zespół
- „Duet miłosny pchły i słonia” – wyk. Anna Szałapak, Zbigniew Preisner
- „Do polityka” – wyk. Anna Szałapak
- „Do przyjaciół gówniarzy” – wyk. Zbigniew Raj
- „Grajmy Panu” – wyk. Anna Szałapak
- „Grande valse brillante” – wyk. Ewa Demarczyk
- „Groszki i róże” – wyk. Ewa Demarczyk
- „Ja na rozbitej płynę łodzi” – wyk. Zbigniew Raj
- „Jaka szkoda” – wyk. Leszek Długosz
- „Jaki śmieszny” – wyk. Ewa Demarczyk
- „Jęczmienny łan” – wyk. Mieczysław Święcicki
- „Jurgowska karczma” – wyk. Leszek Długosz
- „Leokadia” – wyk. zespół
- „Karuzela z Madonnami” – wyk. Ewa Demarczyk
- „Kolęda dla nieobecnych” – wyk. Beata Rybotycka
- „Kolęda na koniec wieku” – wyk. Jacek Wójcicki
- „Kołysanka” – wyk. Anna Szałapak
- „Konie Apokalipsy” – wyk. Jacek Wójcicki
- „Marszałek Koniew” – wyk. Jacek Wójcicki
- „Matka Boska Częstochowska” – wyk. Ola Maurer
- „Moja litania” – wyk. Leszek Wójtowicz
- „Muszę coś zrobić...” – wyk. Dorota Ślęzak
- „Niech pan zajmie mi miejsce” – Zbigniew Raj
- „O groblach, na groblach” – wyk. Ola Maurer, B. Rybotocka, R. Jędrzejczyk
- „Pocałunki” – wyk. Tamara Kalinowska
- „Plac na Groblach” – wyk. Grzegorz Turnau
- „Przychodzimy, odchodzimy” – wyk. zespół
- „Samotność” – wyk. Ewa Demarczyk/Mirosław Obłoński
- „Sekretarka” – wyk. Anna Szałapak
- „Serduszko”-wyk. Miki Obłoński
- „Skrzypek Hercowicz” – wyk. Ewa Demarczyk
- „Spanioletta” – wyk. zespół
- „Szewczyk” – wyk. Ola Maurer
- „Taki pejzaż” – wyk. Ewa Demarczyk
- „Ta nasza młodość” – wyk. Halina Wyrodek
- „Tarantula” – wyk. Ewa Wnukowa
- „To się nie zdarzy” – wyk. Anna Szałapak
- „Tomaszów” – wyk. Ewa Demarczyk
- „Ucisz serca” – wyk. Anna Szałapak
- „Walc” – wyk. Tamara Kalinowska
- „Wiersze Baczyńskiego” – wyk. Ewa Demarczyk
- „Wieśniacze życie” – wyk. zespół
- „Wszystko było tak dobrze” (Przyjemny nastrój) – wyk. zespół
- „Wszystko się jeszcze da odkręcić” – wyk. Rafał Jędrzejczyk
- „Zaklinanie, czarowanie” – wyk. Anna Szałapak
- „Zegarek” – wyk. Anna Szałapak.

## Wnętrza Piwnicy

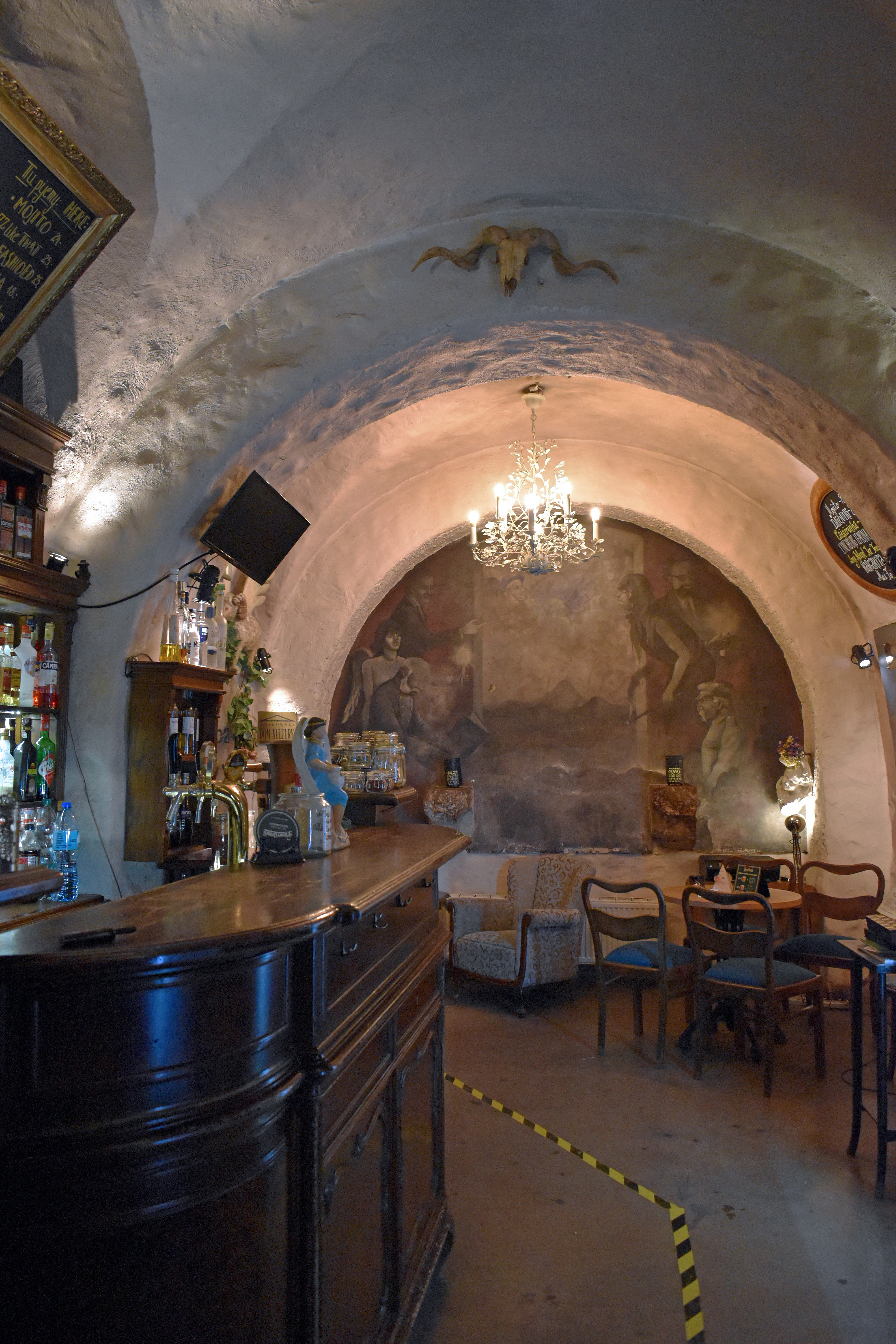
Wnętrze.
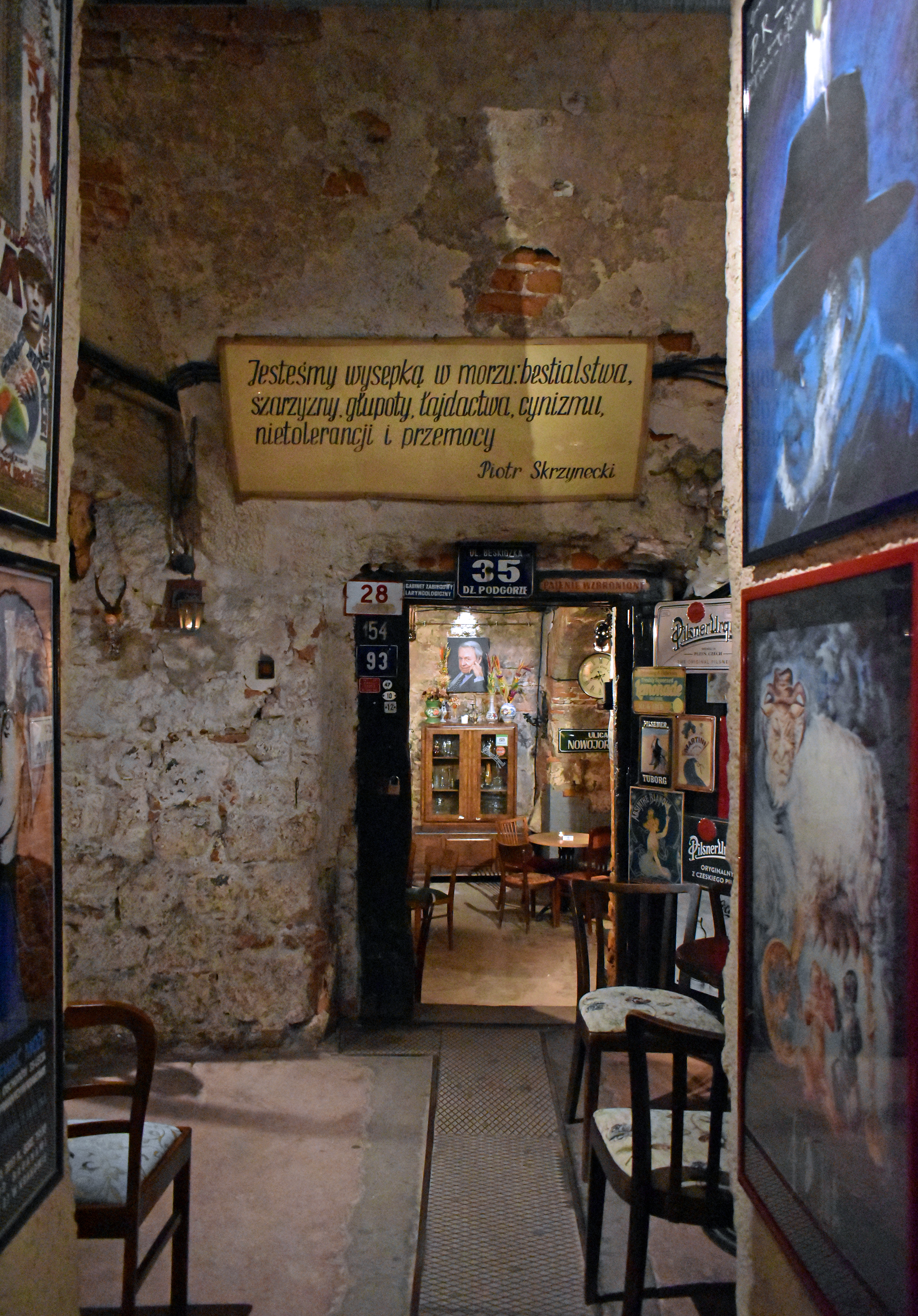
Wnętrze i „motto” Piwnicy.
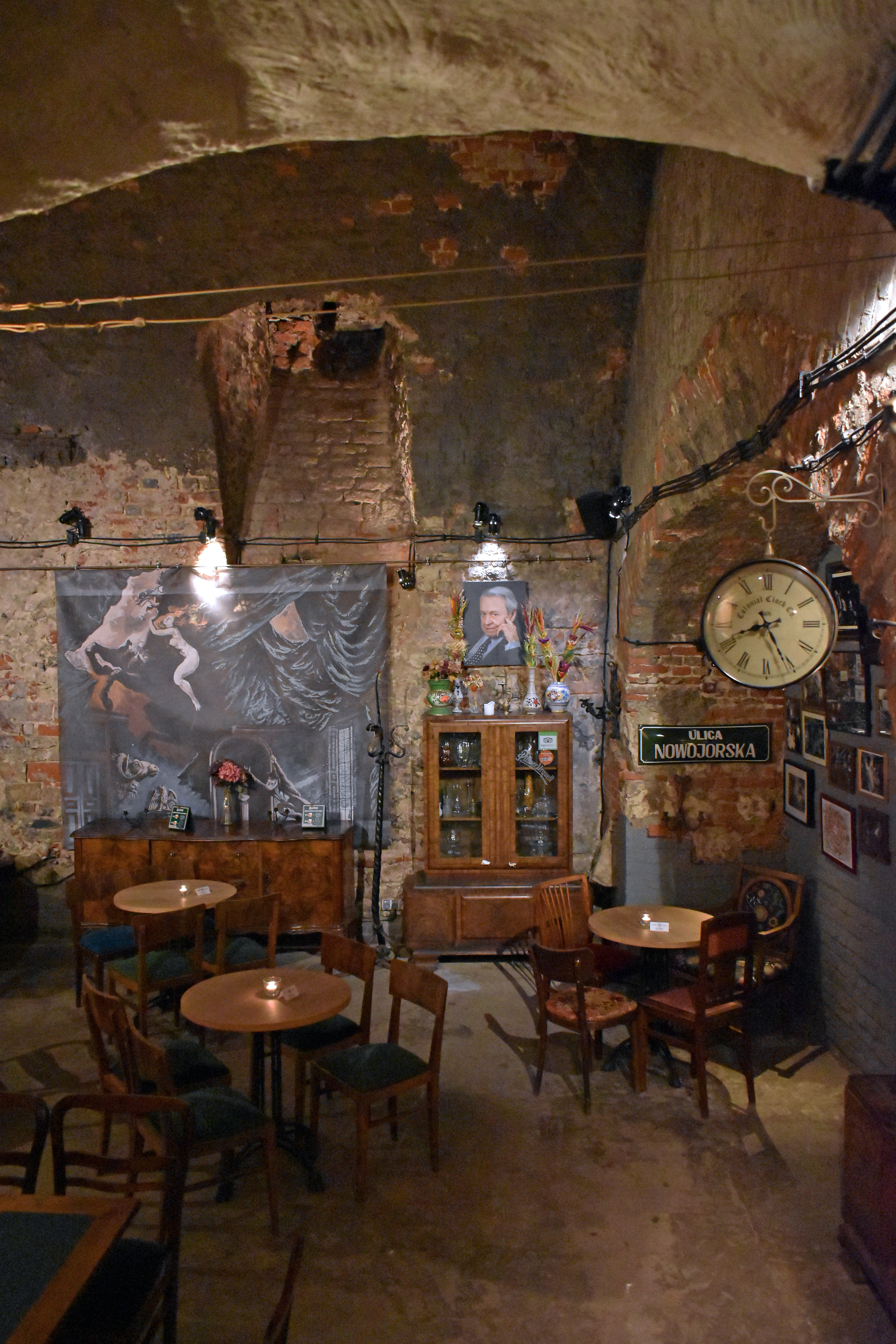
Wnętrze.
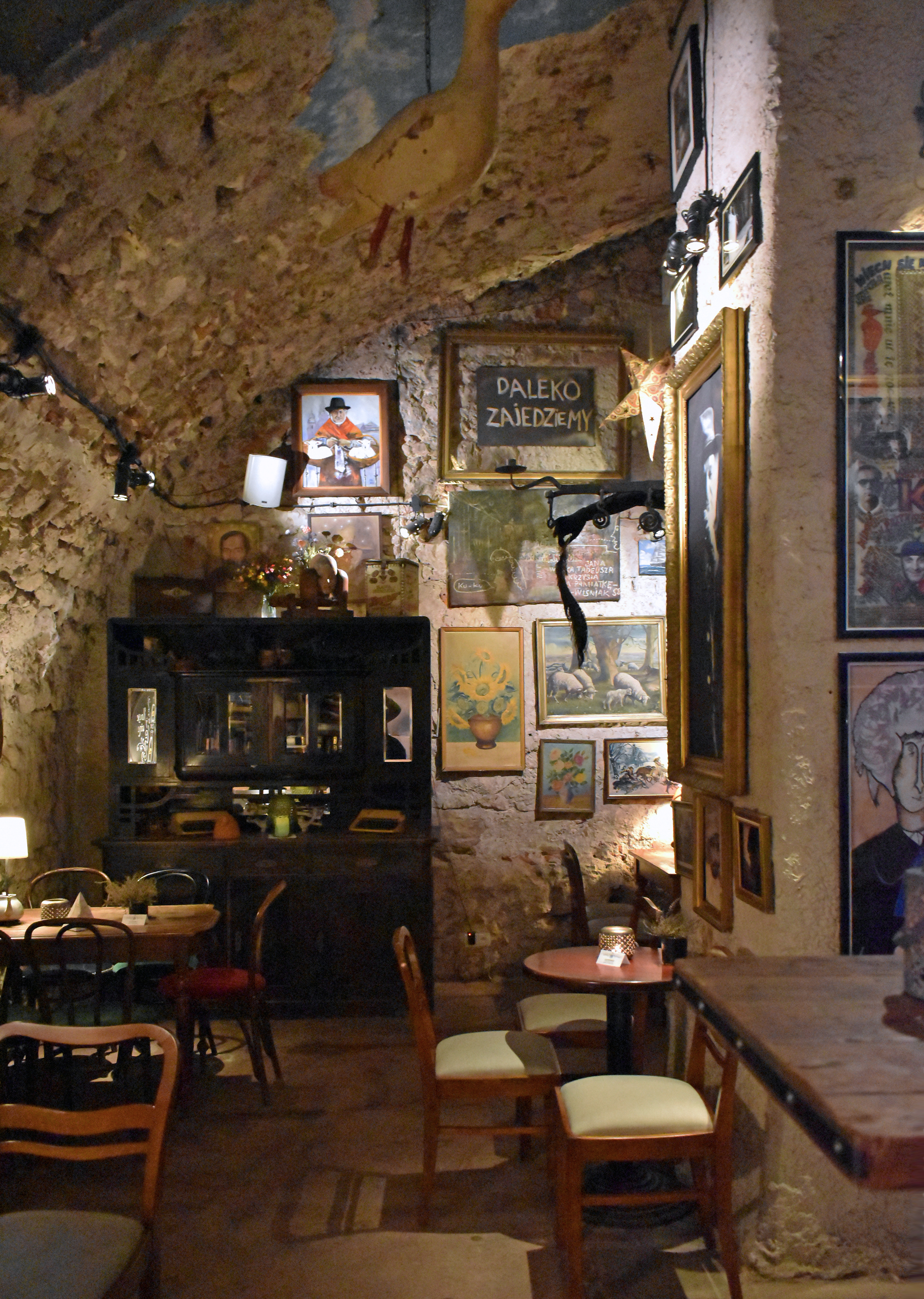
Piwnica pod Baranami.
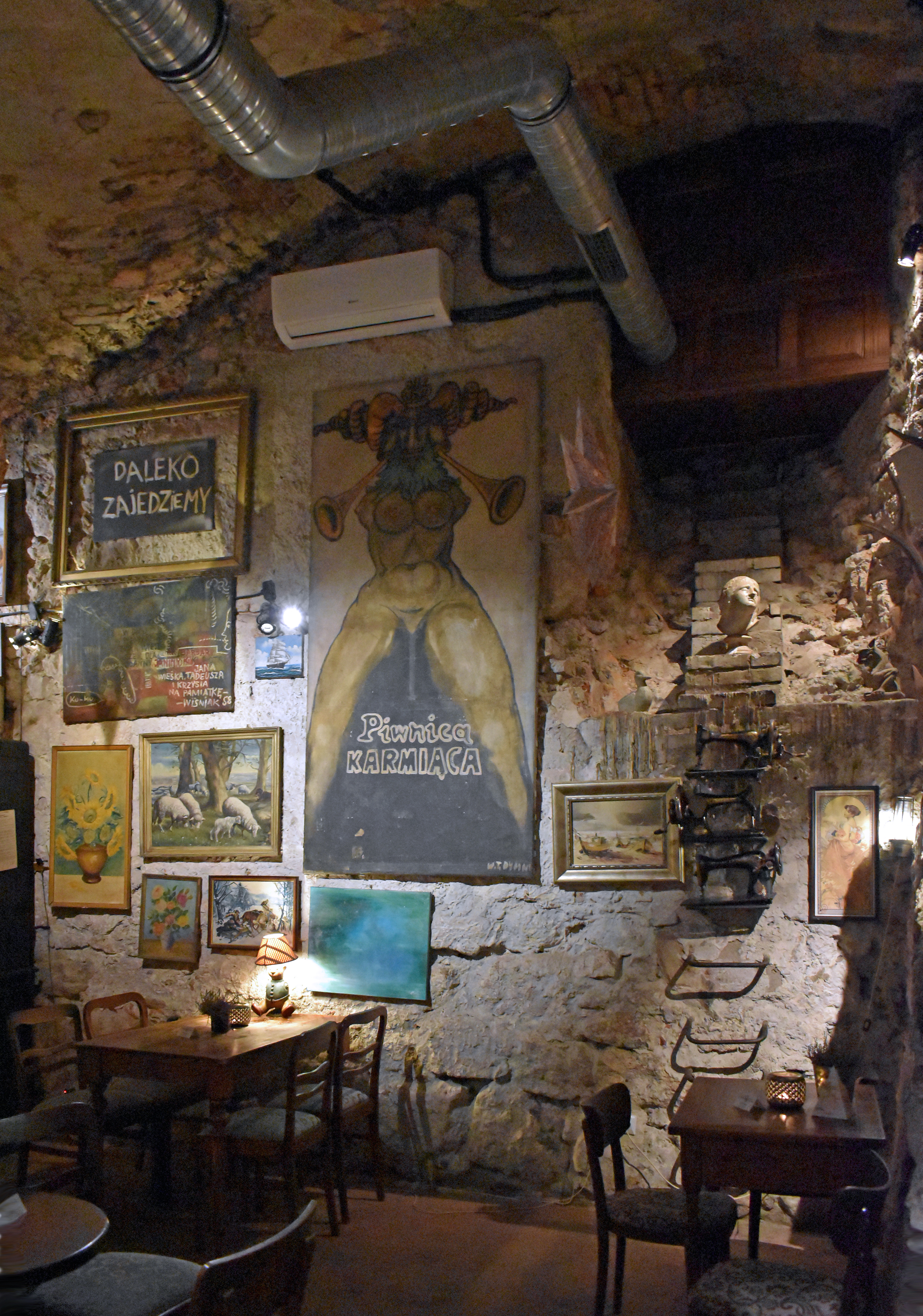
Wnętrze.